# Гарару
Гарару (порт. Gararu)  —  муниципалитет в Бразилии, входит в штат Сержипи. Составная часть мезорегиона Сертан штата Сержипи. Входит в экономико-статистический  микрорегион Сержипана-ду-Сертан-ду-Сан-Франсиску. Население составляет 12 027 человек на 2006 год. Занимает площадь 640,4 км². Плотность населения — 18,78 чел./км².

## История
16 апреля 1875 года был создан район с названием Curral das Pedras. 15 марта 1877 года ему присвоили статус деревни с названием Гарару, выделив из муниципалитета Ilha do Ouro после Порту-да-Фолья.

## География
Относится к экономико-статистическому микрорегиону Сержипана-ду-Сертан-ду-Сан-Франсиску, который, в свою очередь, входит в состав мезорегиона Сертан штата Сержипи. Площадь муниципалитета составляет 656,956 км²

## Экономика
За 2020 год Валовой внутренний продукт на душу населения в муниципалитете составил 9 060 бразильских реалов. Индекс развития человеческого потенциала, согласно данным Программы развития ООН, составляет 0,564.

## Население
Население, по данным переписи 2022 года составляло 11 096 чел. По сравнению с переписью 2010 года численность населения изменилась на -309 чел., то есть на -0,23%. Плотность населения составляет 16,89 чел./км².

## Статистика
- Валовой внутренний продукт на 2004 составляет 34.261.435,00 реалов (данные: Бразильский институт географии и статистики).
- Валовой внутренний продукт на душу населения на 2004 составляет 2.897,62 реалов (данные: Бразильский институт географии и статистики).
- Индекс развития человеческого потенциала на 2000 составляет 0,572 (данные: Программа развития ООН).